# Davis Tarwater
Davis Edward Tarwater (ur. 24 marca 1984 w Knoxville) – amerykański pływak, specjalizujący się głównie w stylu dowolnym i motylkowym.
Mistrz olimpijski z Londynu (2012) w sztafecie 4 x 200 m stylem dowolnym. Mistrz świata z Dubaju (2009) w tej samej sztafecie.